# カミムラ
株式会社カミムラは、愛媛県今治市に本社を置くアーケード専門建設会社である。旧社名は「神村鉄工株式会社」、西日本の商店街アーケードの施工実績でトップシェアを誇っていた。

## 沿革
- 1947年 9月 - 神村鉄工を設立建築、アーケード、シャッター製造を始める。
- 1957年 2月 - 神村シャッター名称によりシャッター部門を分離、独立発足する。
- 1967年 1月 - アーケード施工実績が200件を超える。
- 2007年 6月1日 - 東京地方裁判所に民事再生手続開始を申し立て。
- 2007年10月2日 - 株式会社フジタカ傘下の子会社となり、「株式会社カミムラ」と社名を改める。

## 営業所
東京、大阪、岡山、福岡

## 受賞・表彰
神村鉄工株式会社
- くまもと景観賞
- 林野庁長官賞、高知景観大賞（高知はりまや橋）
- 高知市景観大賞（高知東帯屋町）
- 広島市都市景観賞（広島金座街）
- 街づくり功労者建設大臣表彰（大分ガレリア竹町）

## 施工した商店街
株式会社カミムラ
- いづろ商店街アーケード 　(鹿児島県鹿児島市）

神村鉄工株式会社
- 高松丸亀町壱番街（香川県高松市）
- パッサージュなやまち5番街（京都府京都市伏見区）
- 天神橋筋商店街（大阪府大阪市北区）
- 千林商店街（大阪府大阪市旭区）
- 千日前商店街（大阪府大阪市中央区）
- 駒川商店街（大阪府大阪市東住吉区）
- 岡山表町商店街（岡山県岡山市北区）
- 東新町商店街（徳島県徳島市）
- 大街道商店街（愛媛県松山市）
- 松山銀天街（愛媛県松山市）
- 今治銀座商店街（愛媛県今治市）
- 帯屋町商店街（高知県高知市）
- 川端通商店街（福岡県福岡市博多区）
- 後藤寺商店街（福岡県田川市）
- 浜町アーケード（長崎県長崎市）
- 上通商店街（熊本県熊本市）
- 下通商店街（熊本県熊本市）
- 竹町通商店街（大分県大分市）
- 天文館商店街（鹿児島県鹿児島市）